# Pico Nordenskjöld
El Pico Nordenskjöld es una montaña, generalmente cubierta de nieve, de 2355 m s. n. m., que se eleva a la cabeza del glaciar Nordenskjöld y se encuentra próximo al este del monte Roots en la cordillera de San Telmo de la isla San Pedro,  en el océano Atlántico Sur.
Dicha isla forma parte del archipiélago de las Georgias del Sur, considerado por la Organización de las Naciones Unidas (ONU) como un territorio en litigio de soberanía entre el Reino Unido —que lo administra como parte de un territorio británico de ultramar— y la República Argentina, que reclama su devolución, y lo incluye en el departamento Islas del Atlántico Sur de la provincia de Tierra del Fuego, Antártida e Islas del Atlántico Sur.
El nombre deriva del glaciar cercano, nombrado en homenaje al explorador sueco, Otto Nordenskjöld, por David Ferguson, geólogo escocés que visitó Georgia del Sur en 1911/12.